# Hugo Thiel

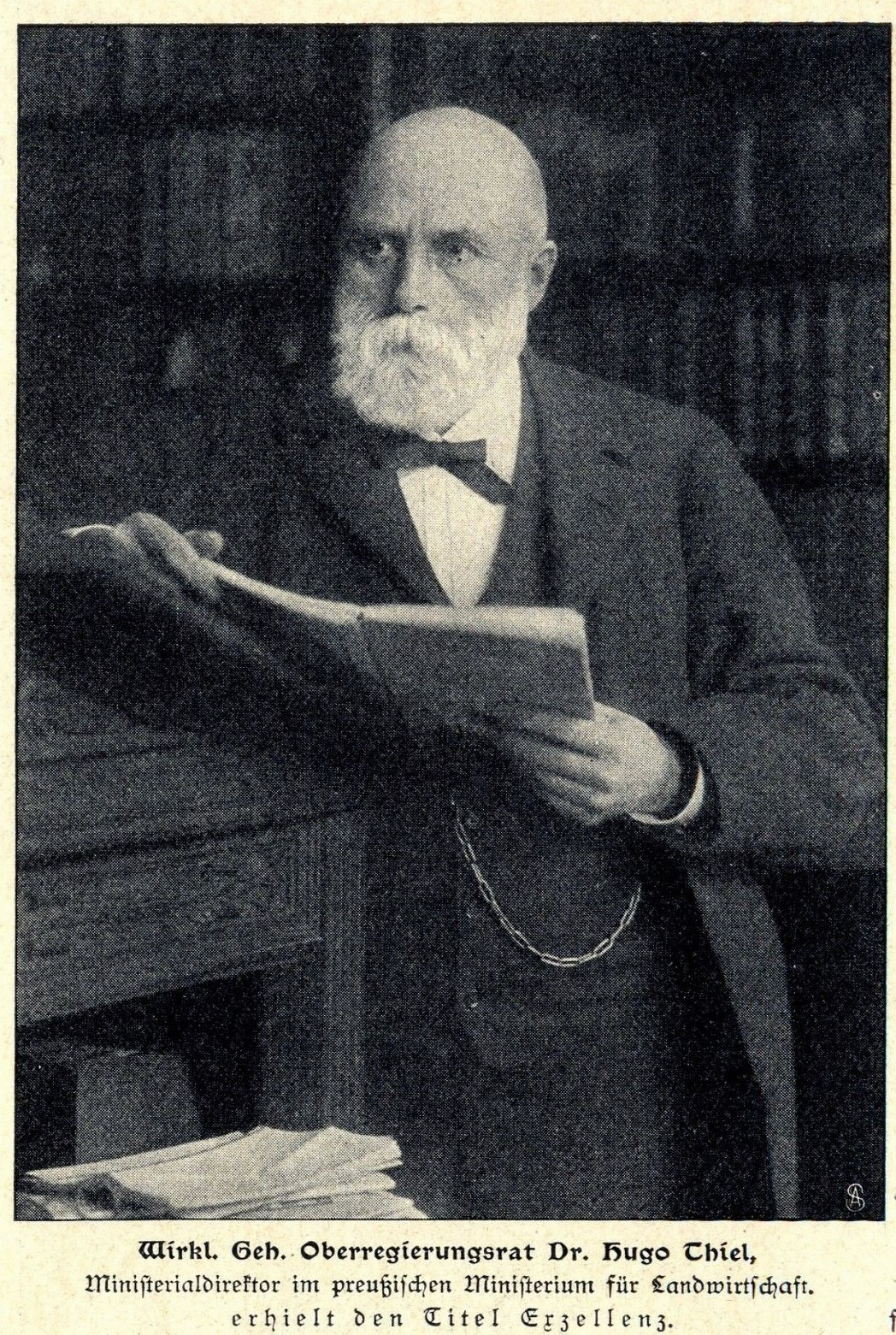
Hugo Thiel (1907)

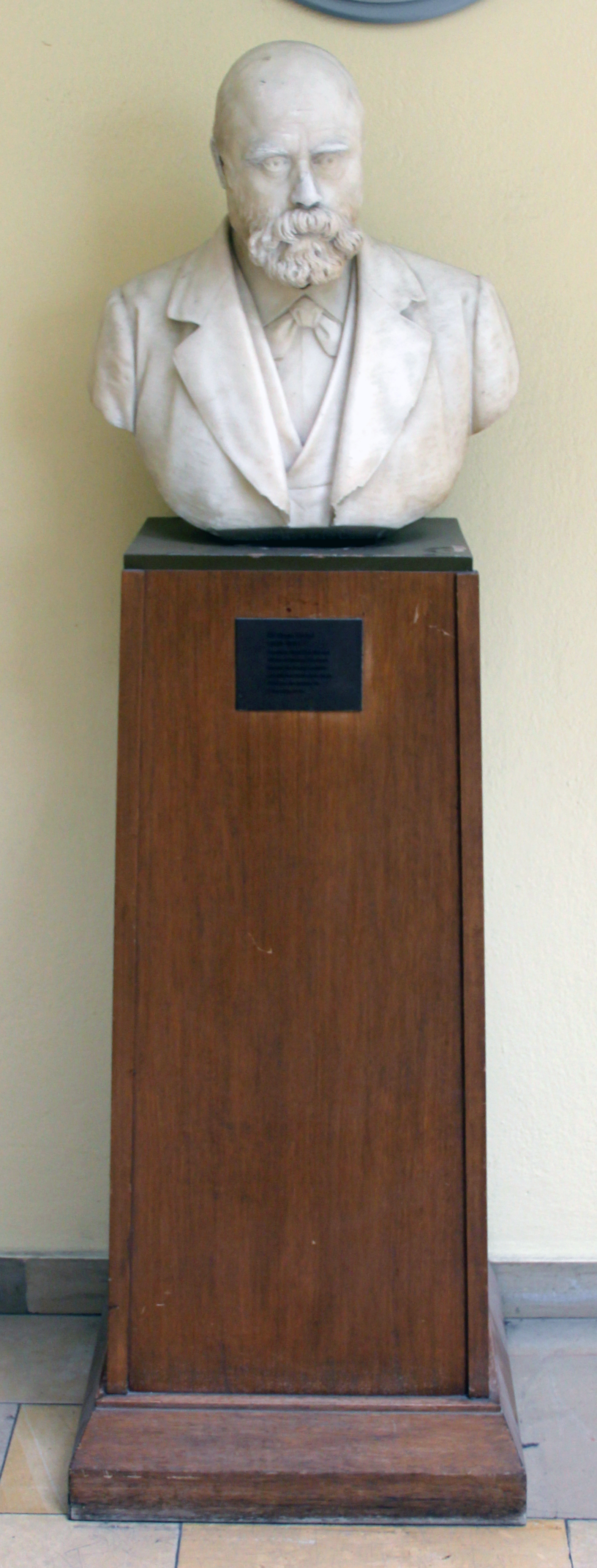
Büste Thiels

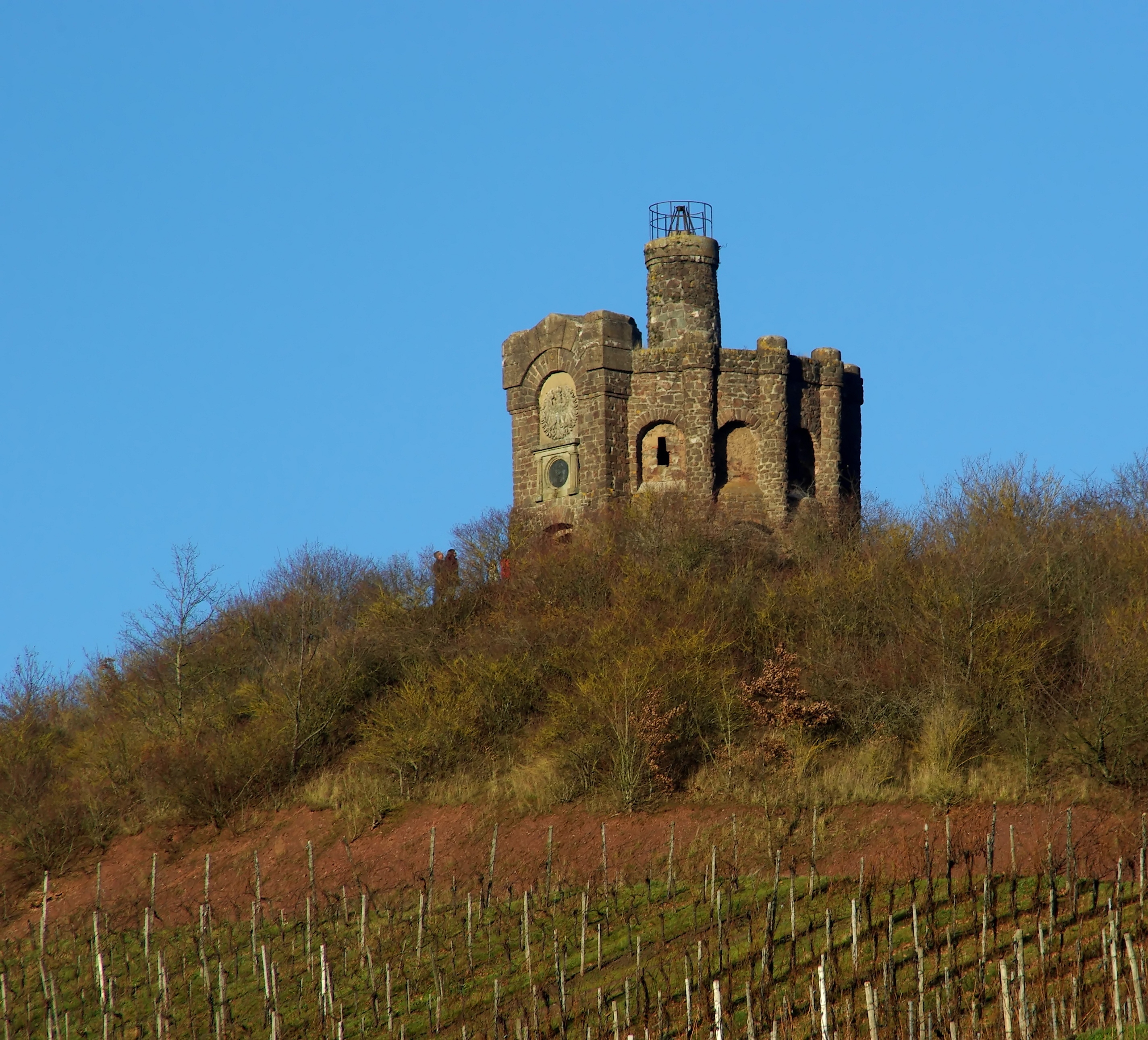
Sogenannte „Thiels Burg“ in der Weinbaudomäne Avelsbach in Trier

Carl Emil Hugo Thiel (* 2. Juni 1839 in Bonn; † 13. Januar 1918 in Berlin) war Ministerialdirektor im preußischen Ministerium für Landwirtschaft, Domänen und Forsten und war gemeinsam mit Wilhelm Rimpau an der Entwicklung der deutschen Saatgutzucht maßgeblich beteiligt.
Er war Vorsitzender der Königlichen Kommission zur Aufteilung der Domäne Dahlem und in dieser Funktion maßgeblich für die Umwandlung des landwirtschaftlichen Gutes in eine Villenkolonie (seit 1901) und für die Nutzung des südöstlichen Areals Dahlems als Wissenschaftsstandort (um 1910) tätig.

## Leben
Thiel studierte Agrarwissenschaften in Poppelsdorf (damals Vorort von Bonn) und promovierte 1865 zum Dr. phil. 1866 lehrte er als Privatdozent in Poppelsdorf. 1869 bis 1872 war Thiel ordentlicher Professor für Agrarwissenschaft in Darmstadt und 1872 bis 1873 in München. 1873 bis 1885 war er Generalsekretär im Preußischen Landesökonomiekollegium. 1879 trat Thiel als Geheimer Regierungsrat in das Preußische Landwirtschaftsministerium ein. Zuletzt war er dort Wirklicher Geheimer Rat und Ministerialdirektor. Er war 1880 und 1881 maßgeblich an den Vorbereitungen zur Umwandlung des landwirtschaftlichen Lehrinstituts und Museums in die Landwirtschaftliche Hochschule Berlin beteiligt und von 1880 bis 1910 im Kuratorium der Hochschule.
Thiel und Rimpau standen 40 Jahre in engem wissenschaftlichen und privaten Kontakt.
Er war Mitglied der Frankfurt-Leipziger Burschenschaft Arminia.
Thiel war 1874 bis 1877 Mitglied des Reichstages für den Wahlkreis Regierungsbezirk Magdeburg 2. Dort gehörte er den Nationalliberalen an. Zugleich war er als Nationalliberaler für den gleichen Wahlkreis Mitglied im Preußischen Abgeordnetenhaus von 1873 bis 1878. Von 1901 bis 1911 war er Vorsitzender der Kommission zur Aufteilung der Domäne Dahlem und hatte in dieser Funktion wesentlichen Anteil an der Gestaltung von Berlin-Dahlem.

## Ehrungen
Eine Büste Thiels befindet sich im Foyer der Landwirtschaftlich-Gärtnerischen Fakultät der Humboldt-Universität an der Invalidenstraße in Berlin-Mitte. Die Thielallee, der Thielpark und der U-Bahnhof Thielplatz in Berlin-Dahlem, seit Dezember 2016 Umbenennung in Freie Universität Berlin (Thielplatz), sind nach ihm benannt, ebenso die Thielstraße in Bonn.
Auch bei der Weinbaudomäne Avelsbach nahe Trier hat man das Konterfei von Hugo Thiel in Form eines Gussrelief an der Domänenburg angebracht.

## Werke
- Albrecht Thaer’s Grundsätze der rationellen Landwirthschaft. Neue Ausgabe, herausgegeben und mit Anmerkungen versehen von Guido Krafft, Curt Lehmann, Albrecht Conrad Thaer und Hugo Thiel. Berlin 1880